# Pivnica Slavonska
Pivnica Slavonska is een plaats in de gemeente Suhopolje in de Kroatische provincie Virovitica-Podravina. De plaats telt 70 inwoners (2001).